# 브루노 푸트줄루

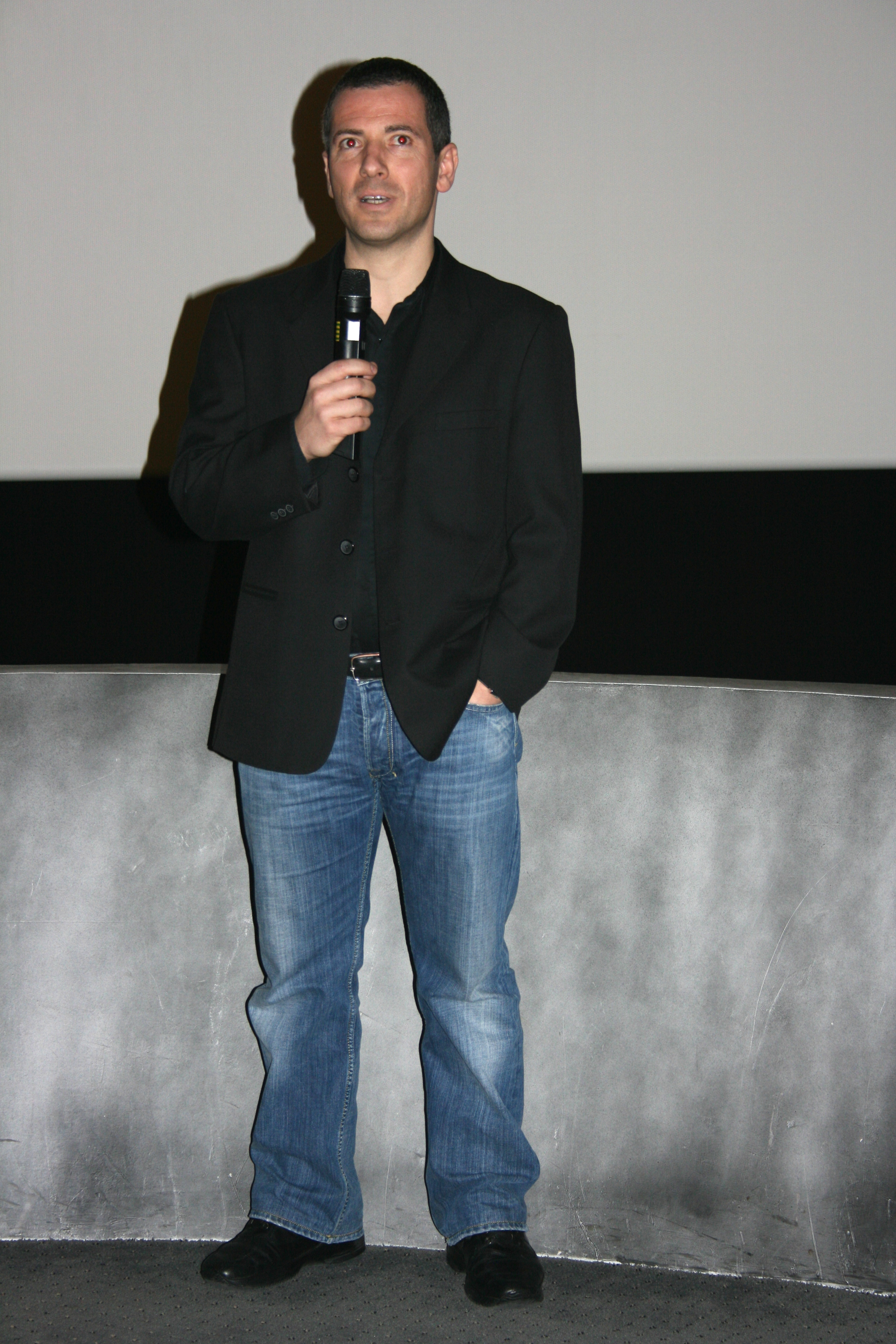

브뤼노 푸트줄루(Bruno Putzulu, 1967년 5월 24일 ~ )는 프랑스의 연극 배우, 영화배우, 배우, 가수, 텔레비전 배우이다.

## 영화
- 오피셜 셀렉션 (2016년)
- 줄리엣 (2015년)
- 이지 웨이 아웃 (2014년)
- 트레졸 (2009년)
- 사각의 링 위에서 (2007년)
- 벨로리종 (2005년) - 헨리 역
- 홀리 롤라 (2004년)
- 메시어 N. (2003년)
- 아버지와 아들 (2003년)
- 올 어바웃 러브 (2001년)
- 사랑의 찬가 (2001년) - 에드가 역
- 대통령의 연인들 (1995년)
- 라빠 (1995년)
- 천상의 시계 (1993년)